# Supercarrier (Tom Clancy)
Supercarrier – Die Welt der amerikanischen Flugzeugträger ist der Titel eines von Tom Clancy geschriebenen, 1999 in den Vereinigten Staaten erschienenen Buches. Die deutsche Erstveröffentlichung ist aus dem Jahr 2001. Das Buch befasst sich mit Flugzeugträgern, besonders mit den Supercarriern der Nimitz-Klasse und auf ihnen verwendetem Gerät.

## Inhalt
Dieses Buch ist das sechste von Clancy, das sich mit einer speziellen Waffengattung bzw. mit verwendeten Einheiten beschäftigt. Zum zweiten Mal nach Atom U-Boot schreibt Clancy über einen Schiffstyp der United States Navy. Das Buch hat einen Umfang von ca. 470 Seiten.
Nach einer Einleitung über die Marinefliegerei führt Clancy ein ausführliches Interview mit Admiral Jay Johnson, dem damaligen Chief of Naval Operations. Die folgenden Kapitel bilden das Herzstück des Buches. Zuerst wird ausführlich die Ausbildung zum Marineflieger beschrieben, bevor sich Clancy dem Bau und Aufbau der Flugzeugträger zuwendet. Er beschreibt sehr ausführlich den Bau in der Werft Newport News Shipbuilding in Newport News, Virginia. Den Aufbau erfährt der Leser durch den „Rundgang“, den Clancy mit ihm auf der George Washington durchführt. Im dritten Kapitel des Herzstückes des Buches werden die Flugzeuge und Waffen beschrieben, die derzeit an Bord amerikanischer Flugzeugträger verwendet werden. Dazu zählen die F-14, die F/A-18, die Sidewinder, die Sparrow und die Phoenix.
Im Anschluss daran beschreibt Clancy den Aufbau von Carrier Vessel Battle Groups (CVBG) und eine Übung eines Flugzeugträgerverbandes. Abgeschlossen wird das Buch durch ein fiktives Szenario im Jahre 2016 vor der Küste Sri Lankas.